# Чайчинці
Ча́йчинці — село в Україні, у Борсуківській сільській громаді Кременецького району Тернопільської області. До 2020 центр однойменної сільради. У зв'язку з переселенням мешканців хутір Долицька виведений з облікових даних. Розташоване на річці Саморийка, на півдні району. На відстані 0,5 км розташоване село Гнидава , а на відстані 1 км розташоване  село Снігурівка.  
Населення — 435 осіб (2024 р.).
Поблизу села є ботанічна пам'ятка природи — Чайчинецька бучина; в урочищі «Могила» поховані козаки Б. Хмельницького.

## Історія
Згадується село 21 липня 1460 року в книгах галицького суду .
Федько Вишневецький після смерті батька — Михайла Вишневецького — 1517 року отримав значну частину спадку — села Манів, Борсуківці, Старі Борсуківці, Нападківці, Гацьково, Чайчинці, Микитчино, Левково, дві Доманінки, Лопушно й Корчалівка. 
Ще одна писемна згадка — 1583 р. як Почапинці.
Станом на 1885 рік у колишньому власницькому селі Вербовецької волості Кременецького повіту Волинської губернії мешкало 550 осіб, налічувалось 54 двори, існували православна церква, постоялий будинок, водяний млин.
За переписом 1897 року кількість мешканців зросла до 789 осіб (387 чоловічої статі та 402 — жіночої), з яких 639 — православної віри.
1 жовтня 1933 року утворено ґміну Колодне Кременецького повіту і село включено до неї.
12 червня 2020 року, відповідно до розпорядження Кабінету Міністрів України № 724-р «Про визначення адміністративних центрів та затвердження територій територіальних громад Тернопільської області» увійшло до складу Лановецької міської громади.
19 липня 2020 року, в результаті адміністративно-територіальної реформи та ліквідації Лановецького району, село увійшло до складу Кременецького району.

## Пам'ятки

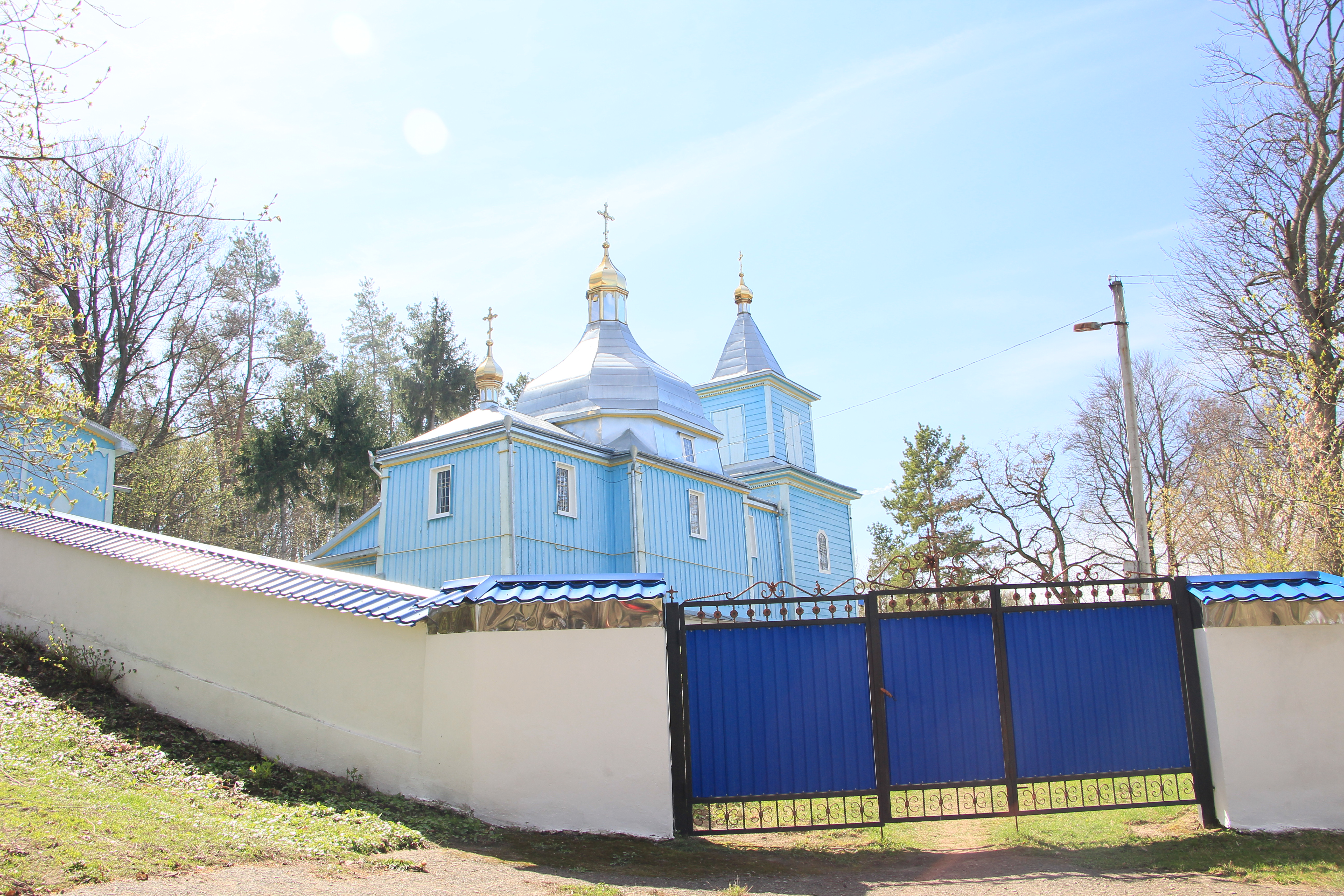
Дерев'яна церква

Є церква Воздвиження Чесного і Животворного Хреста Господнього (збудована 1776 р., дерев'яна).
Споруджено пам'ятник воїнам-односельцям, полеглим у німецько-радянській війні (1970 р.).
У 1740 в Чайчинцях Михайло Вишневецький вибудував літню резиденцію-палац, який нагадував центральну частину Вишнівецького замку. Палац частково згорів під час першої світової війни.

## Соціальна сфера
Діють ЗОШ І-ІІ ступенів, клуб, бібліотека, ФАП, відділення зв'язку,  торговельний заклад.

## Галерея

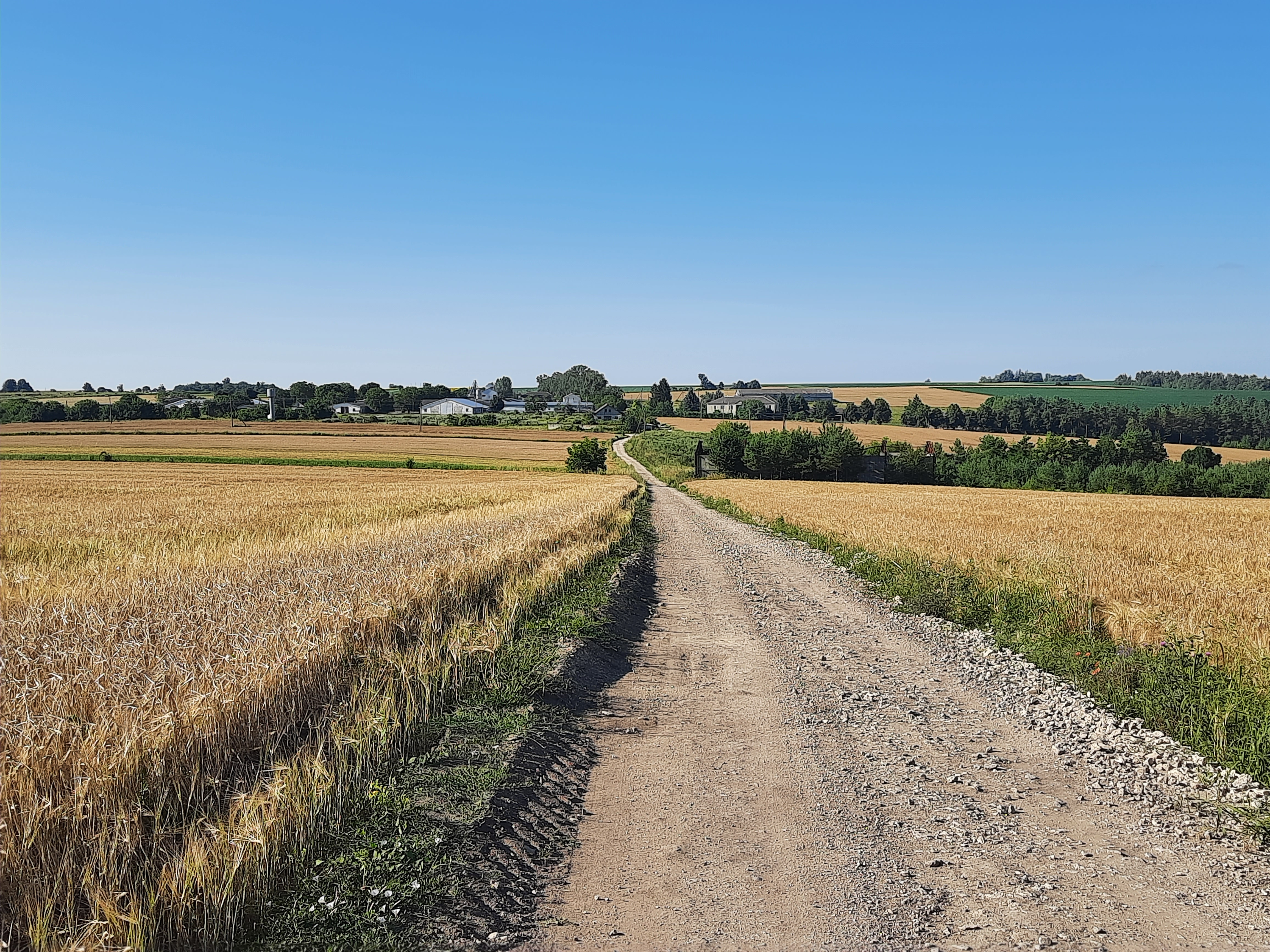
Дорога в село
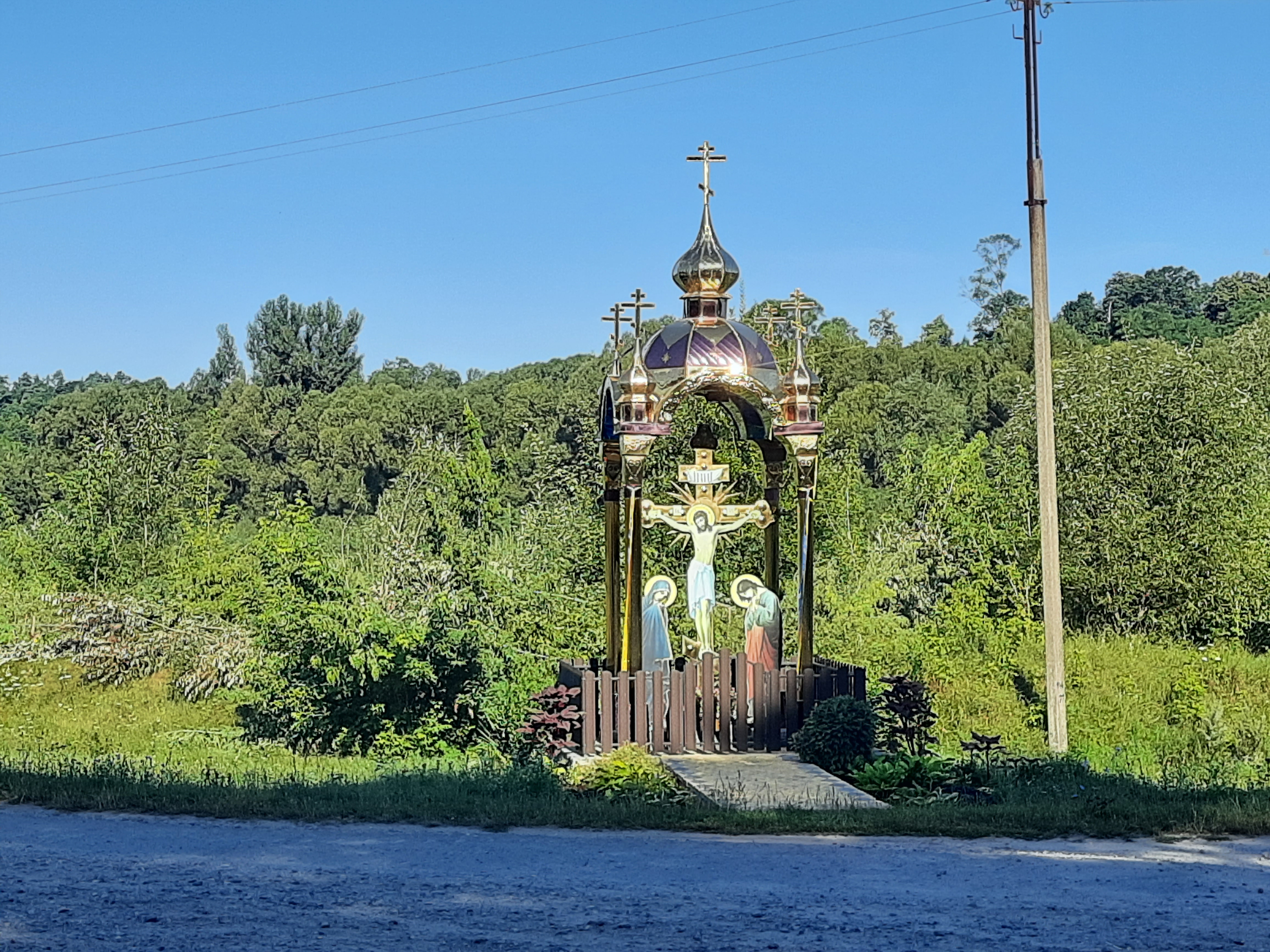
Капличка
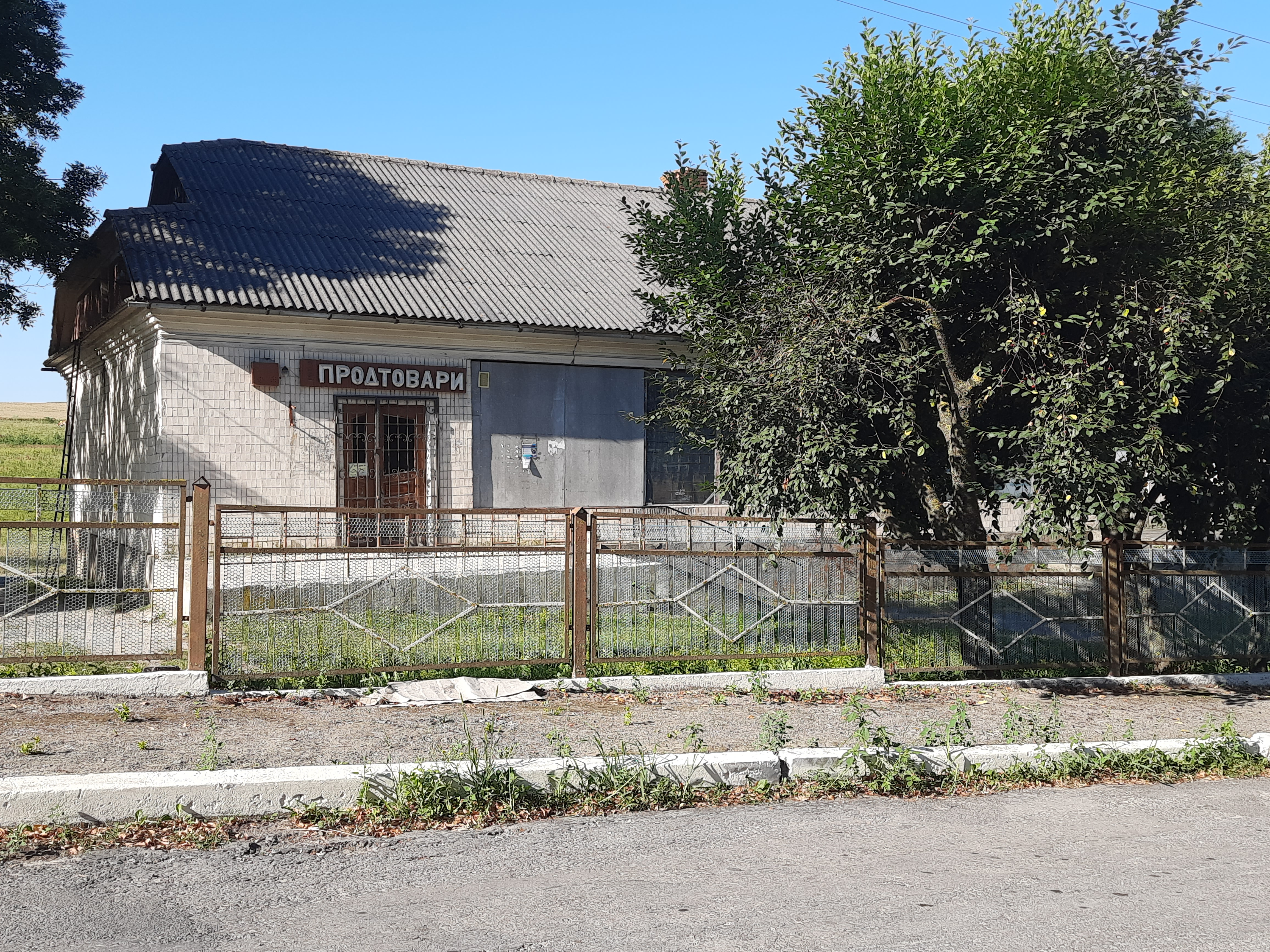
Крамниця